# Obrium angustum
Espèce
Obrium angustum est une espèce d'insectes coléoptères de la famille des Cerambycidae.

## Répartition
Obrium angustum est endémique à la Chine,.

## Classification
Le nom valide complet (avec auteur) de ce taxon est Obrium angustum Lazarev, 2020.
L'holotype a été capturé en 2006 à 1 400 m dans les monts Qingcheng Hou Shan (Chine, province du Sichuan) à 70 km au nord-ouest de Chengdu.

## Étymologie
L'épithète d'espèce « angustum » signifie étroit en latin.

## Publication originale
- (en) M.A. Lazarev, « A new species of the genus Obrium Dejean, 1821 (Coleoptera: Cerambycidae) from Sichuan, China », Munis Entomology & Zoology, Turquie, vol. 15, no 2,‎ 1er juin 2020, p. 319-320 (ISSN 1306-3022, DOI 10.5281/zenodo.6490285, lire en ligne, consulté le 23 mai 2024).